# Trish Adlesic
Trish Adlesic é uma produtora cinematográfica norte-americana. Como reconhecimento, foi nomeada ao Oscar 2011 na categoria de Melhor Documentário em Longa-metragem por Gasland.
No ano de 2024, foi indicada para o Oscar 2024 juntamente com Nazenet Habezghi e Sheila Nevins na categoria de melhor documentário de curta-metragem por The ABCs of Book Banning.